# Linia kolejowa 21 Szombathely – Szentgotthárd
Linia kolejowa Szombathely – Szentgotthárd – linia kolejowa na Węgrzech. Jest to linia jednotorowa, w całości zelektryfikowana prądem przemiennym 25 kV 50 Hz. Łączy Szombathely z Szentgotthárd i dalej ze Austrią.

## Historia
Linia została otwarta w 1870 roku, a w 2010 roku została zelektryfikowana.